# Atlético Echagüe Club
Atlético Echagüe Club es una institución deportiva de la ciudad argentina de Paraná en la Provincia de Entre Ríos. Es popularmente conocido por su equipo de baloncesto que actualmente disputa La Liga Argentina.
Echagüe jugó un papel protagónico en la creación de la Liga Nacional de Básquet y ha participado en todas sus ediciones, ya sea en la máxima categoría o las competiciones de ascenso. En las décadas del '60 y '70 sus máximas figuras fueron Mario Cipriani y Luis Zoff. En los inicios de la Liga Nacional, el ídolo del club fue Aníbal Sánchez. En la institución se formaron varios jugadores exitosos como Damián Tintorelli, Antonio Porta y Federico Van Lacke.

## Historia
El club fue fundado en febrero de 1932. En 1941 el equipo de básquet del club se consagró como campeón sudamericano.[cita requerida] En 1974 obtuvo el Campeonato Oficial y en 1976 el Campeonato de Clubes de Campeones realizado en La Paz, Bolivia.[cita requerida]

### Temporadas en Liga Nacional
Echagüe, a través de su presidente Orlando Adolfo Butta, desempeñó un papel clave en la creación de la Liga Nacional de Básquet en abril de 1983. Creada la Liga Nacional, Echagüe comenzó jugando la Liga "B", donde tras una temporada logró el ascenso. Entre 1986 y 1990-91 se mantuvo en la división “A”, alcanzando el 5.° puesto en 1988, su mejor clasificación. Ese año el jugador Luis "Chuzo" González, de Echagüe, se consagró como goleador del torneo.
El club descendió en la temporada 1990-91 pero regresó a La Liga al ocupar la plaza vacante que había dejado Olimpo de Bahía Blanca tras la temporada 1991-92 y disputó dos temporadas más, la 1992-93 y la 1993-94, donde terminó último y descendió al Torneo Nacional de Ascenso.

### Temporadas en el TNA y Liga B
En el TNA disputó tres temporadas de manera consecutivas (1994-95, 1995-96 y 1996-97) hasta que finalizó último en la temporada 1996-97 y descendió a la tercera categoría, la Liga B. A pesar de ello, volvió a la segunda división al comprar plaza en la siguiente temporada del torneo. El club participó en la segunda división hasta la temporada 2004-05 donde terminó penúltimo y descendió. Hasta ese momento había registrado diez temporadas de manera consecutiva, destacándose un cuarto puesto en la temporada 2002-03.
Por primera vez jugó la tercera categoría durante dos temporadas (2009-10 y 2010-11) hasta que en 2011 y ante una reestructuración de la segunda división, fue invitado a formar parte de la misma por la organización del torneo. El entrenador para este nuevo paso por segunda división fue Ricardo De Cecco. En su regreso a segunda división el equipo se salvó del descenso y quedó eliminado en la primera instancia de play-offs. En la siguiente temporada se contrató a Sebastián Uranga como entrenador. El equipo logró acceder a los play-offs pero fue eliminado en la primera ronda por Estudiantes Concordia.
En la tercera temporada en segunda también estuvo Uranga como entrenador y, tras terminar tercero en la fase regular, quedó eliminado en la segunda ronda de play-offs ante Alvear de Villa Ángela. En 2014 se decide cambiar el piso de parqué del Estadio, luego de 32 años, lo que significa un gran avance para la institución. En la temporada 2014-2015 el entrenador elegido fue Martín Andem y el equipo quedó nuevamente eliminado en la segunda instancia de play-offs.
En la temporada 2015-16 el entrenador elegido fue Ignacio Barsanti y el equipo realizó una gran campaña, la mejor de las últimas temporadas. Después de un comienzo irregular avanzó a los play-off derrotando a Salta Basket en la reclasificación 3 a 1. Luego eliminó a San Isidro de San Francisco 3 a 1 en cuartos de final y a Hindú de Resistencia 3 a 2 en semifinales, en ambos casos con desventaja de cancha. En las «Finales de la Conferencia Norte» perdió ante Barrio Parque de Córdoba, quedando a las puertas del ascenso a la Liga Nacional.

### Vuelta a la Liga Nacional
En base al mérito deportivo de finalista de conferencia en la temporada anterior, Echagüe realizó con Lanús un acuerdo de cesión de plazas, conforme a los reglamentos de la ADC. Lanús había salvado la categoría mandando al descenso a Sionista de Paraná en el mes de mayo, y decidió no jugar la siguiente edición de la Liga Nacional.
El 1 de agosto de 2016 se firmó el acuerdo entre Marcelo Casaretto, vicepresidente de Echagüe y Nicolás Russo, presidente de Lanús. La Asociación de Clubes aprobó dicha cesión y Echagüe logró la vuelta a la máxima categoría tras 22 años, sin comprar plaza ni pagar monto alguno por ese acuerdo. Echagüe debió invertir en reformas y modernización del estadio. Se cambió totalmente el sistema de iluminación, los tableros electrónicos, se mejoraron los vestuarios y los baños, se realizó el pulido y el pintado del piso deportivo, para cumplir con los requerimientos de la ADC.
Finalmente el 24 de septiembre de 2016 volvió oficialmente a la Liga Nacional A en el estadio Luis Butta repleto de público, derrotando a Libertad de Sunchales 83 a 81. La vuelta a la Liga Nacional, también contempló la participación de Echagüe en la Liga de Desarrollo para menores de 23 años, con 20 fechas a partir de enero de 2017. Además, participó en el torneo 3x3 que se jugó durante los entretiempos de los partidos de Liga Nacional. 
El club jugó su novena temporada en la máxima categoría. Tras haber terminado la fase regular con tan solo 8 victorias en 56 partidos jugados, debió disputar ante Boca Juniors la permanencia y el 3 de junio de 2017 perdió la serie en el quinto y último juego, perdiendo así su plaza en la máxima categoría.

## Uniforme
El uniforme tradicional es camiseta y pantalón negros con vivos celestes, razón por la cual el club es reconocido por el último que le ha ganado el apodo de el negro. Alternativamente el equipo de básquet se presenta con un uniforme totalmente negro en condición de local, y blanco en condición de visitante.

## Instalaciones

### Estadio Luis Butta
El Estadio Luis Butta fue inaugurado el 2 de abril de 1982 y lleva ese nombre en honor a uno de los fundadores del club. Allí se realizó el Torneo Panamericano Juvenil de Básquet de ese año. En el año 2014 la Comisión Directiva decide cambiar el piso deportivo del estadio después de 32 años.

## Datos del club
- Temporadas en Liga Nacional: 9 (1986 a 1990-91; 1992-93 a 1993-94; 2016-17)
  - Mejor puesto: 5.° (1988)
  - Peor puesto: 20.° (2016-17)
- Temporadas en Segunda División: 27 (1985; 1991-92; 1994-95 a 2008-09, 2011-12 a 2015-16, 2017-18 a actualidad)
  - Mejor puesto en Liga B: 2.° (1985)
  - Mejor puesto en La Liga Argentina: 3.° (1995-96)
  - Peor puesto: 16.° (1996-97)
- Temporadas en Tercera División: 2 (2009-10 a 2010-11)
- Participaciones en Copa Argentina: 9 (2002 a 2010)

## Jugadores destacados
De sus filas surgió el jugador Aníbal Sánchez siendo el referente indiscutido del equipo en los comienzos de la Liga Nacional de Basquetbol. Aníbal estuvo presente en el surgimiento de la Liga Nacional como abanderado de Echagüe junto con Orlando «chungo» Butta.

## Otros deportes
En el club se practican los siguientes deportes y actividades: básquet, vóley, rugby, futsal, patín artístico, bádminton, natación (cuenta para ello con una piscina cubierta), artes marciales, gimnasia, yoga.
El club publica un suplemento institucional que se editan en El Diario de Paraná y se distribuye en toda la Provincia de Entre Ríos.

## Transporte urbano
Varias líneas urbanas de colectivos pasan cerca de las instalaciones o por el frente, acercando desde los barrios havia el centro, éstas son:
por calle 25 de Mayo:
7 y 11
por Avda. Echagüe:
1A, 1B, 4, 5, 7, 8, 11, 16 y 24

## Fuente
- Sitio oficial del Club Echagüe

- Datos: Q5710973